# Zendon Hamilton
Zendon Alphonso Hamilton (né le 29 avril 1975) est un entraîneur de basket-ball professionnel américain ainsi qu'un ancien joueur. Il a joué pendant six ans dans le National Basketball Association (NBA) de 2000 à 2006.

## Carrière amateur
Hamilton, un pivot de 6'11" a joué au basket-ball à son école secondaire Sewanhaka se situant à Floral Park, New York . Hamilton a joué au basket-ball universitaire avec l'équipe du Red Storm de l'université St. John's, où il faisait partie de la même classe de recrutement quelle joueur Felipe López, le garçon de couverture du magazine Sports Illustrated.

## Carrière professionnelle
Après deux saisons en Europe, Hamilton a commencé sa carrière NBA lors de la saison NBA 2000-2001 avec les Clippers de Los Angeles. Il avait déjà joué avec les Mavericks de Dallas lors de la pré-saison NBA en 1999, cependant il n'avais joué aucune joute officiel NBA avec Dallas. Il a également joué à travers de sa carrière pour les Nuggets de Denver, les Raptors de Toronto, les 76ers de Philadelphie, les Bucks de Milwaukee et les Cavaliers de Cleveland. Il a été signé le 1er octobre 2006 par les Trail Blazers de Portland, mais après la pré-saison, il a été libéré le 25 octobre 2006, sans avoir joué aucun match durant la saison régulière au sein de l'équipe.
En février 2007, il rejoint le club polonais de basket-ball ; Śląsk Wrocław. À l'été 2007, il s'installe en Russie et signe avec Enisey Krasnoyarsk. En 2008, il rejoint le Spartak Primorje. En 2010, il rejoint le club ukrainien Polytekhnika-Halychyna. Finalement en 2012, il rejoint Larre Borges d'Uruguay. 

## Statistiques de carrière NBA

### Saison régulière
| Saison   | Équipe                  | Matchs | Titul. | Min./m | % Tir | % 3pts | % LF  | Rbds/m. | Pass/m. | Int/m. | Ctr/m. | Pts/m. |
| -------- | ----------------------- | ------ | ------ | ------ | ----- | ------ | ----- | ------- | ------- | ------ | ------ | ------ |
| 2000–01  | Clippers de Los Angeles | 3      | 0      | 6.3    | .222  | .000   | .625  | 2.7     | 0.0     | 0.0    | 0.0    | 3.0    |
| 2001–02  | Nuggets de Denver       | 54     | 15     | 15.7   | .420  | .000   | .652  | 4.7     | 0.3     | 0.4    | 0.3    | 6.0    |
| 2002–03  | Raptors de Toronto      | 3      | 0      | 4.0    | .400  | .000   | 1.000 | 1.3     | 0.0     | 0.3    | 0.0    | 2.0    |
| 2003–04  | 76ers de Philadelphie   | 46     | 0      | 10.3   | .537  | .000   | .698  | 3.2     | 0.3     | 0.2    | 0.2    | 3.7    |
| 2004–05  | Bucks de Milwaukee      | 16     | 0      | 9.9    | .344  | .000   | .604  | 2.6     | 0.4     | 0.3    | 0.1    | 3.2    |
| 2005–06  | Cavaliers de Cleveland  | 11     | 0      | 4.2    | .538  | .000   | .688  | 1.0     | 0.0     | 0.3    | 0.0    | 2.3    |
| 2005–06  | Philadelphie            | 1      | 0      | 3.0    | .000  | .000   | .500  | 0.0     | 0.0     | 1.0    | 0.0    | 1.0    |
| Carrière | Carrière                | 134    | 15     | 11.6   | .440  | .000   | .660  | 3.5     | 0.2     | 0.3    | 0.2    | 4.4    |

## Carrière d'entraîneur
En octobre 2013, Hamilton a été embauché par l'Idaho Stampede comme entraîneur adjoint pour la saison 2013-2014. 
Le 18 octobre 2016, Hamilton a été embauché par les Legends du Texaspour être entraîneur adjoint.
Hamilton a rejoint les Agua Caliente Clippers en tant qu'entraîneur adjoint en 2018[réf. nécessaire].